# (2112) Ульянов
(2112) Ульянов — типичный астероид главного пояса, который был открыт 17 июля 1972 года советской женщиной-астрономом Тамарой Смирновой в Крымской астрофизической обсерватории и назван в честь старшего брата В.И.Ленина, революционера-народника А.И.Ульянова.
Период обращения этого астероида вокруг Солнца составляет 1295,4796819 земных суток. 